# Picnic in the Summertime
A Picnic in the Summertime az amerikai house forumáció, a Deee-Lite 2. kislemeze a Dewdrops in the Garden című albumról. A dal az Egyesült Királyságban a 43. helyen landolt. A dal nem volt különösen sikeres. A maxi bakeliten található Music Selector In The Soul Reflector című dalban Dr.Timoth Leary közreműködött.

## Megjelenések
12"  U.S Elektra – ST-ED-66201
- A1 Picnic In The Summertime (LP Version)- 3:35
- A2 Picnic In The Summertime (Ronin's Get Down-Tempo Mix)- 3:58
- A3 Picnic In The Summertime (Guru's Jeeper Self Mix) - 3:22
- A4 Picnic In The Summertime (Picnicapella)- 2:39
- B1 Music Selector Is The Soul Reflector (LP Version)- 4:29
- B2 Picnic In The Summertime (Sampladelic Jumbo Jungle Remix) - 4:28
- B2 Picnic In The Summertime (H-man Happy Trails Mix) - 4:12

## Közreműködő Művészek

### Mixek
- Ronin
- Fernando Aponte
- Deee-Lite
- Guru
- Dj Ani
- Super DJ Dmitri
- Hani

## Külső hivatkozások
- Megjelenések[2]
- A dal szövege[3]